# Сцифоидные

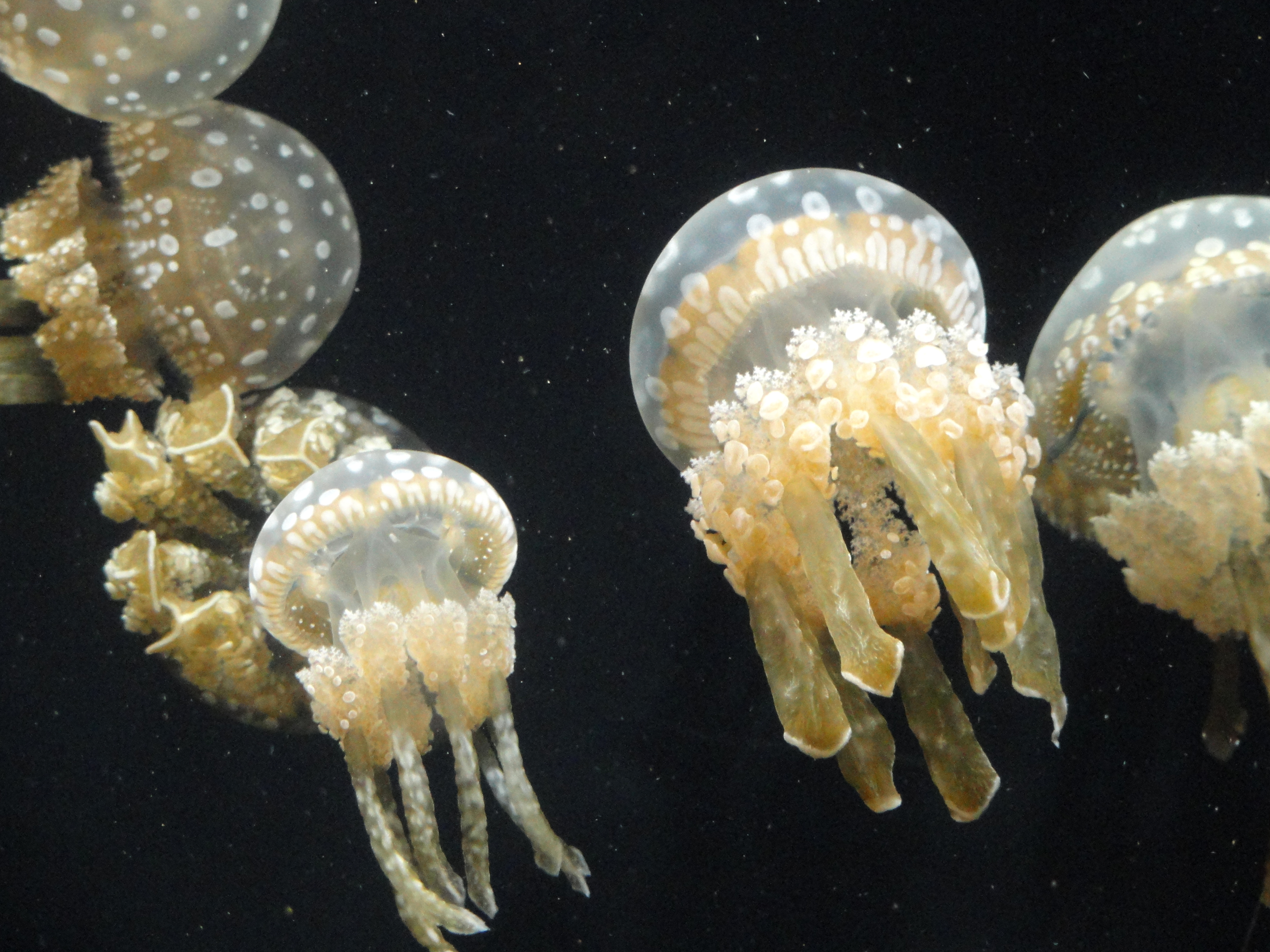
Mastigias papua

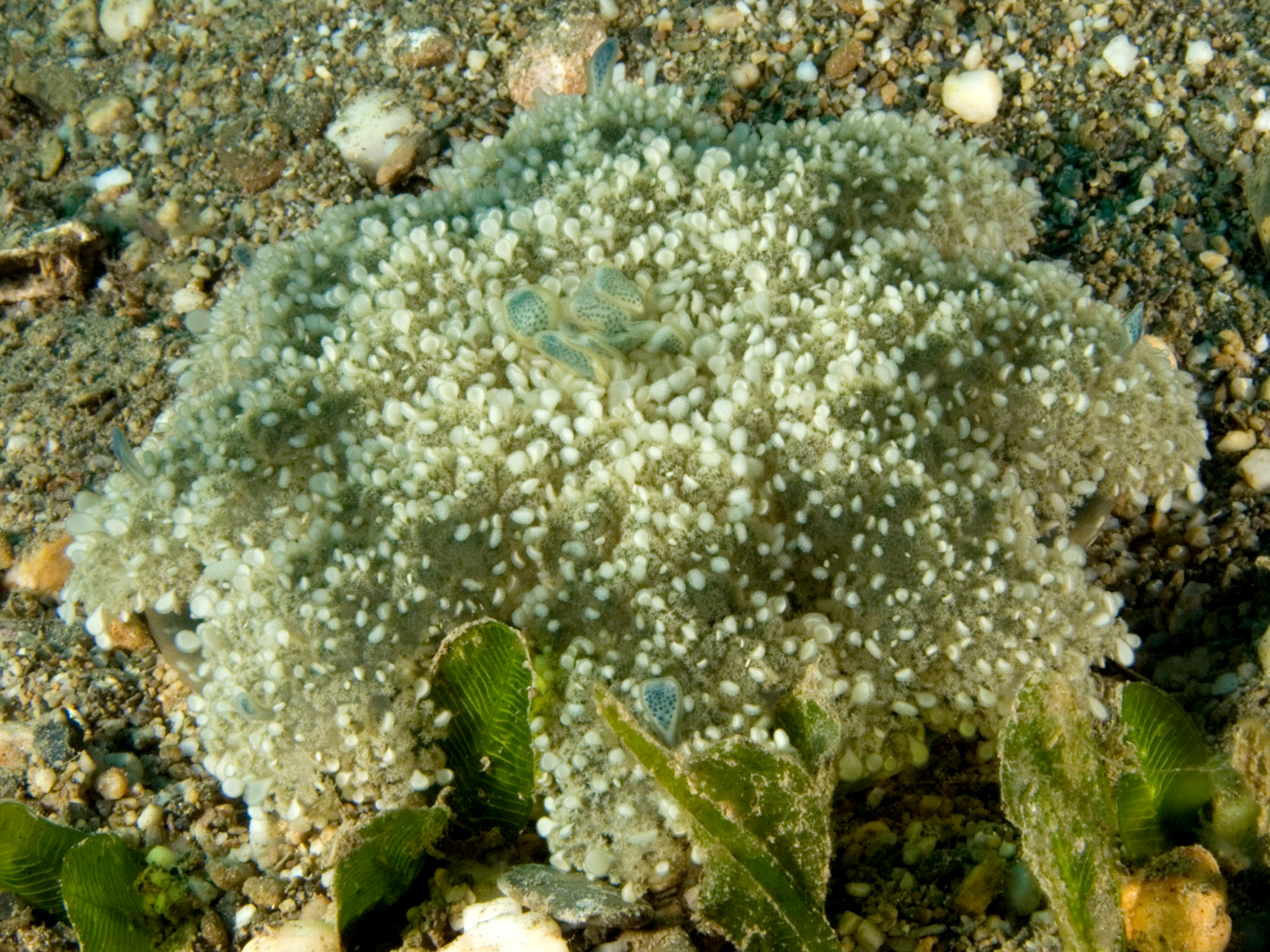
Cassiopeia andromeda

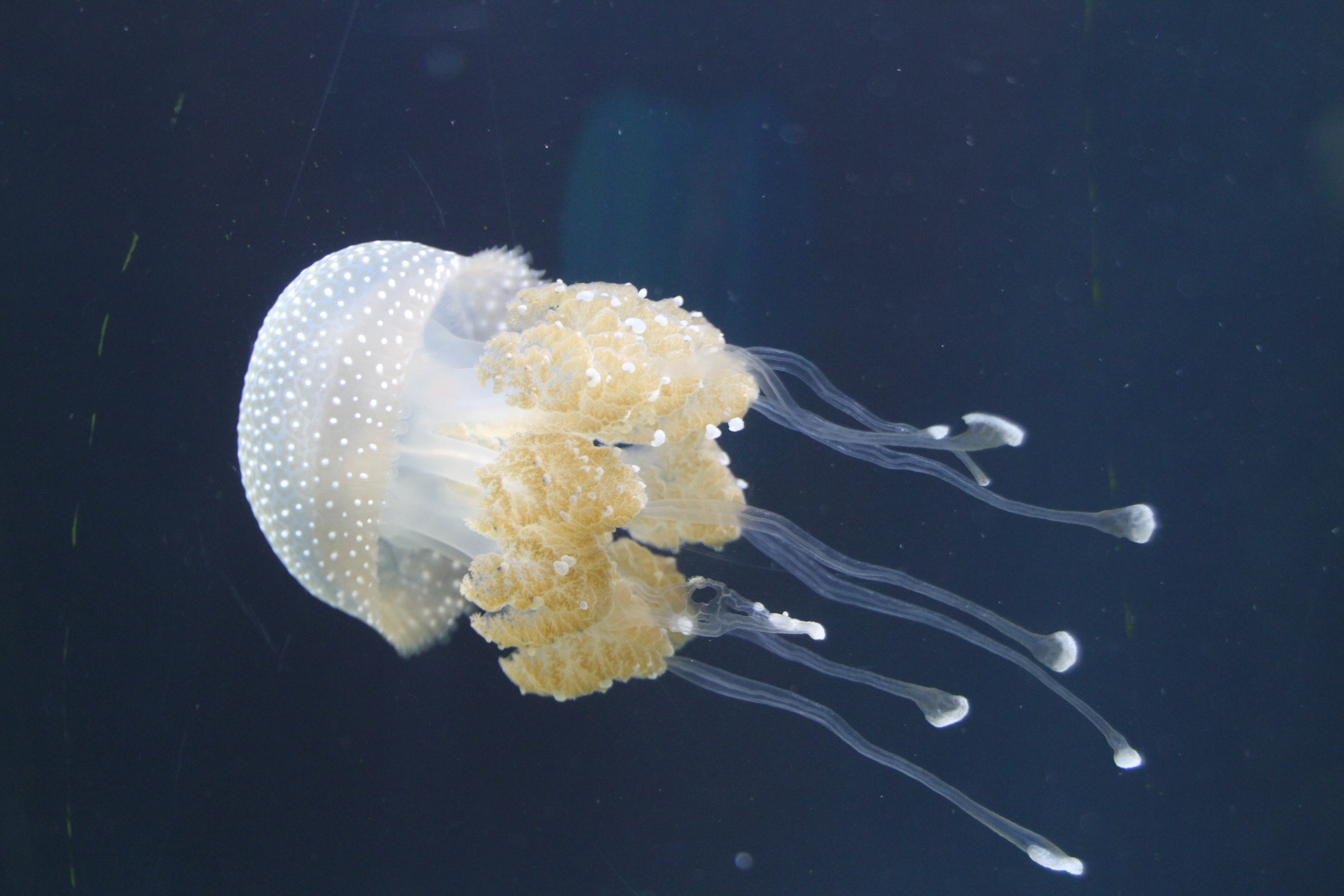
Catostylus mosaicus

Сцифо́идные, или Сцифоидные медузы (сцифомеду́зы, лат. Scyphozoa) — класс морских организмов из типа стрекающих (Cnidaria). Группа включает сравнительно небольшое количество видов — около 200. Жизненный цикл сцифоидных, как правило, представляет собой метагенез, в котором присутствует бесполая (полипоидная) (также см. стробиляция) и половая (медузоидная ) стадии. Медузы некоторых представителей характеризуются крупными размерами и порой образуют очень крупные скопления. Полипы сцифоидных (сцифистомы), напротив, обладают очень мелкими размерами — порядка нескольких миллиметров.
Обычные для морей России сцифоидные — ушастая медуза (Aurelia aurita), львиная грива (Cyanea capillata), корнерот (Rhizostoma pulmo).

## Общий план строения
Как и у всех кишечнополостных, тело сцифоидных состоит из двух эпителиальных пластов: выстилки поверхности тела (эпидермиса) и выстилки кишечной полости (гастродермиса). Между ними находится мезоглея — желеобразная соединительная ткань, на 98 % состоящая из воды, содержащая белки и гликопротеиды (коллаген, ламинин, фибронектин). Кроме того, в мезоглее находится сравнительно небольшое количество клеток, мигрировавших из эпителиальных пластов.
В основе строения сцифоидных лежит радиальная (четырёхлучевая) симметрия. Ось этой симметрии проходит между ротовым отверстием и подошвой (у полипов) или вершиной зонтика (у медуз). Полюс тела, на котором расположен рот, называют оральным, противоположный ему — аборальным, а ось симметрии, соответственно, — орально-аборальной.
Вокруг рта находится поле, обрамлённое венчиком щупалец, — оральный диск.
Кишечник сцифоидных слепо замкнут, так что ротовое отверстие поочерёдно выполняет функции рта и ануса.

## Палеонтология
Ископаемая летопись группы крайне бедна. Несколько предполагаемых сцифоидных известно из вендских отложений. Также ископаемые роды сцифоидных, Rhizostomites и Paraurelia, найдены в юрских литографских известняках Германии и Франции. 

## Таксономия
карате Класс Сцифоидные
- Отряд Корономедузы (Coronatae)

- Семейство Atollidae
- Семейство Atorellidae
- Семейство Linuchidae
- Семейство Nausithoidae
- Семейство Paraphyllinidae
- Семейство Перомедузы (Periphyllidae)

- Подкласс Discomedusae

- Отряд Корнероты (Rhizostomeae)

- Подотряд Daktyliophorae

- Семейство Catostylidae
- Семейство Lobonematidae
- Семейство Lychnorhizidae
- Семейство Rhizostomatidae
- Семейство Stomolophidae

- Подотряд Kolpophorae

- Семейство Cassiopeidae
- Семейство Cepheidae
- Семейство Mastigiidae
- Семейство Thysanostomatidae
- Семейство Versurigidae

- Отряд Дискомедузы (Semaeostomeae)

- Семейство Cyaneidae
- Семейство Drymonematidae
- Семейство Pelagiidae
- Семейство Phacellophoridae
- Семейство Ulmaridae

## Список источников
- Зоология беспозвоночных/под ред. В. Вестхайде и Р. Ригера. — М.: Т-во научных изданий КМК, 2008.
- Рупперт Э. Э., Фокс Р. С., Барнс Р. Д. Протисты и низшие многоклеточные // Зоология беспозвоночных. Функциональные и эволюционные аспекты = Invertebrate Zoology: A Functional Evolutionary Approach / пер. с англ. Т. А. Ганф, Н. В. Ленцман, Е. В. Сабанеевой; под ред. А. А. Добровольского и А. И. Грановича. — 7-е издание. — М.: Академия, 2008. — Т. 1. — 496 с. — 3000 экз. — ISBN 978-5-7695-3493-5.